# ویرجینیا والی
ویرجینیا والی (انگلیسی: Virginia Valli؛ ۱۰ ژوئن ۱۸۹۸ – ۲۴ سپتامبر ۱۹۶۸) هنرپیشه اهل ایالات متحده آمریکا بود. از فیلم‌های او می‌توان به پلژر گاردن و عشق پولی اشاره کرد.